# ويليام إتش. بوتيت
ويليام إتش.بوتيت (19 أبريل 1919– 17 مايو 2000) فيلسوف أمريكي وباحث وأستاذ مؤثر في الفلسفة والدين والثقافة في جامعة نورث كارولاينا في تشابل هيل منذ عام 1947 حتى عام 1957 وفي جامعة ديوك من عام 1960 حتى عام 1987. قام خلال ذلك الوقت بعمل تأسيسي في نقد الثقافة الفكرية الحديثة وما بعد الحديثة. كان له دور فعال في تقديم العالم والفيلسوف مايكل بولاني وفلسفته ما بعد النقدية إلى الولايات المتحدة. كان أستاذًا في المنهج السقراطي في التدريس وقدم نفسه «كجدلي ممارس»، خبير من خلال استخدام السخرية في «فهم وتوضيح وجهات النظر المتضاربة» كفيلسوف ما بعد نقدي، وشجع طلابه وقراء كتبه على شفاء ذواتهم الأصيلة من التجريدات المربكة وتجريدات اغتراب الذات في الحياة الفكرية الحديثة. اعترف بوتيت أن هذا العمل والهدف متقاربان بشكل عميق مع نقد مايكل بولوني للفكر النقدي الحديث. استند في تعليمه وكتاباته أيضًا إلى أفكار النقاد الإبداعيين للثقافة الحديثة مثل باسكال وكيركيغارد وأرنت وفيتجنشتاين (أعماله الأخيرة) وميرلو بونتي- الذين عرف بوتيت تفكيرهم بأنه «ما بعد نقدي» (بدلًا من ما بعد حداثي)، مستخدمًا مفهوم أساسي من مفاهيم كتاب مايكل بولاني المعرفة الشخصية: نحو فلسفة ما بعد نقدية. أوراقه البحثية محفوظة في أرشيف مكتبة كلية ييل للاهوت.

## سيرته الذاتية
ولد ويليام هاردمان بوتيت في كايفنغ، هينان، الصين في 19 أبريل 1919 لوالديه إيدوين ماكنيل بوتيت جونيور وويلدا هاردمان بوتيت، وكلاهما من المبشرين المعمدانيين. شغل والده لاحقًا منصب رئيس كلية كولغيت روتشستر كروزر للاهوت ومرتين وزيرًا لكنيسة بولن التذكارية المعمدانية في رالي بولاية نورث كارولاينا. كان جده، إدوين ماكنيل بوتيت الأب، رئيسًا لجامعة فورمان وفي عشرينيات القرن العشرين كان عمه الأكبر، ويليام لويس (بيلي) بوتيت، رئيسًا لما يعرف الآن بجامعة ويك فورست. أحد أعمامه الكبار هو هوبير بوتيت، عالم لاتيني مشهور في ويك فورست وعازف أرغن بارز. ترأست عمته، إيدا إيزابيلا بوتيت، لسنوات عديدة قسم الفنون في كلية ميريديث.
أمضى ويليام بوتيت السنوات العشر الأولى من حياته في الصين، حيث ولد شقيقاه الأصغر منه إليزابيث وهيلي أيضًا، قبل أن تنتقل العائلة إلى ولاية نورث كارولاينا حيث أكمل تعليمه الثانوي في عام 1937 في رالي. التحق بكلية أوبرلين وحصل على درجة البكالوريوس في الآداب مع مرتبة الشرف من فاي بيتا كابا في عام 1941. ثم التحق بكلية ييل للاهوت، حيث كان معلمه الأساسي هو اللاهوتي المسيحي إتش.ريتشارد نيبور.
تزوج في عام 1943 ماريان كيلي عند تخرجها من أوبرلين. تخرج من جامعة ييل عام 1944، وحصل على درجة البكالوريوس في اللاهوت (أي ما يعادل درجة الماجستير المعاصرة في اللاهوت). أنجبا ثلاثة أطفال، آن كارلايل، وسوزان كولكيت، وإدوين ماكنيل بوتيت الثالث.
انتقل هو وماريان إلى تشابل هيل في صيف عام 1944، حيث تم تعيينه أمينًا عامًا لجمعية الشبان المسيحيين في تشابل هيل، ثم لمركز للزمالة المسيحية ومركز للنشاط السياسي والفكري لطلاب نورث كارولاينا. تمت دعوته لتدريس العديد من الدورات في قسم الفلسفة في جامعة نورث كارولاينا. أدت شعبية دوراته إلى تعيينه لتدريس الفلسفة كمدرس بدوام كامل في عام 1947، وبحلول عام 1955 تم ترفيعه إلى رتبة أستاذ مشارك. أصبح أحد أشهر معلمي الفلسفة في جامعة نورث كارولاينا، حيث حصل على جائزة المعلم المتميز في عام 1955؛ أجرى طلاب نورث كارولاينا خلال العام الدراسي 1956، حملة (غير ناجحة) لتعيينه رئيسًا للجامعة.
أصبح بوتيت أثناء تسجيله في دورات الدراسات العليا خلال دراسته في جامعة ييل، صديقًا جيدًا لروبرت كوشمان، وهو باحث طموح في أفلاطون، عينته لاحقًا جامعة ديوك لتطوير برنامج الدكتوراه في الدين. دعا بوتيت لدخول البرنامج الجديد. بدأ بوتيت دوراته الدراسية في عام 1947، وتم تعيينه زميلًا في جورني هاريس كيرنز وزميلًا في كينت في عام 1949، وأنهى عمله الدراسي في ربيع عام 1950.
أنهى بوتيت الدكتوراه في جامعة ديوك عام 1951 بعد أن دافع بنجاح عن أطروحته التي كان عنوانها «باسكال والوعي الحديث». وقال في وقت لاحق إنه «بدأ بداية جيدة من خلال هذا المقال المبكر بأن يصبح مفكر ما بعد نقدي» بعد أن أسس بذلك أجندته الفكرية لمدى الحياة. على الرغم من أن الأطروحة كانت ظاهريًا حول باسكال، غير أنها كانت في الواقع حول ما سعى باسكال لتحقيقه: تحديد ومكافحة والتغلب على الميول التجريدية الذاتية، واغتراب الذات، والانغلاق الشخصي المتأصلة في أنماط التفكير الحديثة من عصر النهضة فصاعدًا، والتي تجسدت في أفكار ديكارت.
سافر بوتيت إلى إنجلترا في عام 1955 ومرة أخرى في عام 1957 للتحدث والمشاركة في مؤتمرات الحركة الطلابية المسيحية في جامعة أكسفورد. سافر خلال رحلته الأولى إلى جامعة مانشستر وكان أول لقاء له مع العالم والفيلسوف مايكل بولاني، حيث كانت بداية علاقة شخصية ومهنية مدى الحياة شكلت جزءًا كبيرًا من مسار تفكير وبحوث بوتيت اللاحقة. تلقى من بولاني نسخة مطبوعة من محاضرات جيفورد لبولاني (1951-1952) وبدأ على الفور بقراءتها، وقد تمت مراجعتها ونشرها لاحقًا بعنوان المعرفة الشخصية: نحو فلسفة ما بعد نقدية (1958). كان قد تعرف على كتابات بولاني لأول مرة في عام 1952 من خلال مقال بعنوان «استقرار المعتقدات» في المجلة البريطانية لفلسفة العلوم، والتي تم دمجها مع المعرفة الشخصية. تحدث بوتيت عن تعرفه الأولي على عمل بولاني قائلًا «أثرى بشكل كبير السياق الذي كان يتوافق في البداية مع استنتاجاتي الخاصة».
درّس لمدة ثلاث سنوات (1957-1960) في المدرسة اللاهوتية الأسقفية في الجنوب الغربي في أوستن، تكساس. بعد أن كان أستاذًا في الفلسفة في جامعة نورث كارولاينا، طلب منه تطوير دورات المسيحية والثقافة هناك، بما في ذلك دورات في اللاهوت الفلسفي والنقد المسيحي. كان في عام 1962 زميلًا باحثًا زائرًا في كلية ميرتون في أكسفورد.
انضم بوتيت في عام 1960 إلى هيئة التدريس في كلية اللاهوت بجامعة ديوك كأستاذ مشارك في المسيحية والثقافة. مثل الأعضاء الآخرين في هيئة تدريس كلية ديوك اللاهوتية، كان يدرس بانتظام دورات الدراسات العليا لقسم الدين، والتي كانت ذات طبيعة فلسفية بشكل أساسي. أدخل أفكار مايكل بولاني إلى تعليمه من خلال ندوات تركز على مقال المعرفة الشخصية لبولاني، ورتب إلقاء بولاني نفسه محاضرات جامعة ديوك لفصل الربيع لعام 1964، بعنوان «رجل في الفكر». كان بوتيت أيضًا مشاركًا في مجموعة الدراسة المتمحورة حول بولاني وأسس الوحدة الثقافية في أغسطس 1965 وأغسطس 1966 في كلية بودوين، التي نظمها إدوارد بولز وبولاني ومارجوري غرين؛ كان من بين المشاركين إليزابيث سيويل وجون سيلبر وإيريس مردوخ وتشارلز تايلور وآخرين، بقيادة بولاني وغرين وبولز.
أكمل في صيف عام 1968 هو وزميله، توماس أ. لانجفورد، عملًا تحريريًا عن الفكر والأمل: مقالات في فكر مايكل بولاني، نشرتها مطبعة جامعة ديوك في ذلك العام لبرنامج أبحاث مؤسسة منحة ليلي في المسيحية والسياسة. كان هذا الكتاب، وهو فيستشغيفت أو الكتاب التكريمي، من أوائل مناقشات كبار العلماء متعددة التخصصات التي يصل طولها إلى طول كتاب حول عمل بولاني الفلسفي في الولايات المتحدة وأوروبا. أيضًا في عام 1968، انتقل بوتيت من كلية ديوك للاهوت إلى التدريس بدوام كامل في قسم الدين في جامعة ديوك كأستاذ للدين والدراسات المقارنة.
في ذلك العام، اجتمعت مجموعة من طلاب الدراسات العليا الحاليين والسابقين لبوتيت في مكان منعزل في فورت كاسويل، ساوث كارولاينا، لمشاركة الصداقة الفكرية التي تمتعوا بها تحت إشرافه والتفكير في بعض القضايا العديدة التي كان قد طرحها عليهم للنظر فيها. انضم بوتيت نفسه في العام التالي، عندما اجتمعت المجموعة في مركز منعزل في الجبال بالقرب من شلالات داتش كريك، نورث كارولاينا. استمرت الاجتماعات سنويا تقريبًا تحت عدد من الأسماء من ضمنها «مجموعة بوتيت» و«لا كوزا نوسترا ديلا بوتيت» و«ندوة شلالات داتش كريك»، واختتمت في عام 1975 في موقع خارج تشابل هيل. في التجمعات اللاحقة المكرسة لأعمال بوتيت التي عقدتها جمعية بولاني، اجتمع المشاركون على فكرة أنه وعلى عكس الفكر النقدي المفرط الذي يميز الثقافة الأكاديمية الحديثة، أظهرت التجمعات جودة الحياة الفكرية ما بعد النقدية التي غالبًا ما يتم وصفها والاحتفال بها في كتابات بولاني والتي أكدها بوتيت، وهي «العيش المشترك»، وأن المجموعة تمثل «نظامًا اجتماعيًا مبهجًا».
خلال العام الدراسي 1968-1969، ذهب بوتيت إلى اليونان (أثينا بالدرجة الأولى) لقضاء إجازة لدراسة الفن والثقافة اليونانية القديمة. بعد وقت قصير من وصوله، صادف أن تعرف على فن وبعد ذلك شخص النحات اليوناني الشهير إيفانجيلوس موستاكاس، مما أدى إلى تعديل عميق لتفكيره وعطل تمامًا خططه لقضاء الإجازة. ووصف هذا اللقاء لاحقًا بأنه «تفكيك باطني. التصنيفات الفكرية التي كنت أعتمد عليها لم تعد مناسبة. كان وجودي بأكمله -كياني العقلي- متصدعًا».
درس بوتيت لفترة طويلة بشكل جاد الفن المرئي والدراما والأدب، ونسج هذه الموضوعات بعمق في تعاليمه. أدرك أن موستاكاس فنان بدا أن جذوره النابضة بالحياة في الثقافة والأساطير اليونانية خالية تمامًا من تأثير مفاهيم عصر النهضة والإصلاح والتنوير التي كان يعتقد أنها جعلت الفن الغربي جافًا. في ربيع عام 1970 رتب معرضًا للمنحوتات والفنون البصرية لموستاكاس في معرض جامعة ديوك للفنون (من 8 مارس إلى 3 مايو). بلغ تحول تفكير بوتيت الناتج عن لقائه مع موستاكاس وأعماله ذروته في كتابه تأملات بولانية: بحثًا عن منطق ما بعد نقدي (1985)، وهو أكثر تعبير منتشر له.
في الصيف الذي أعقب معرض موستاكاس، درّس بوتيت دورتين في جامعة ستانفورد كأستاذ زائر وهما: «الشبقية والموسيقى والجنون» و«الدين والفن». في الربيع التالي درّس الدورة المذكورة سابقًا مرة أخرى في جامعة تكساس في أوستن. لمدة ثلاث سنوات متتالية في سبعينيات القرن العشرين، درّس حلقة دراسية شرفية للشباب في جامعة نورث كارولاينا - غرينسبورو. في عام 1969، تم تعيين بوتيت عضوًا في كلية العلوم الإنسانية الوطنية. ترأس قسم جامعة ديوك للدين منذ عام 1972 حتى عام 1978.
واصل بوتيت، بعد تقاعده من كلية ديوك في عام 1987، الإشراف على عدد قليل من طلاب الدكتوراه وألف كتابين: كتاب يومي فلسفي: تحقيقات ما بعد نقدية (1990) وكتاب استعادة الأرض: تمارين نقدية في التذكر (1994). في عام 1993، قام اثنان من طلابه السابقين، جيمس إم نيكل وجيمس دبليو ستاينز، بتحرير وتقديم مقدمة لمجموعة من ثلاثة وعشرين من مقالات بوتيت، تم نشر معظمها بين عامي 1953 و1981، بعنوان أفضلية الأشخاص ولغة الثقافة. شغلت زوجته، باتريشيا لويس بوتيت، منذ عام 1994 حتى عام 1999 منصب رئيس كلية أثينا في اليونان (جزء من نظام جامعة ولاية نيويورك). درّس هناك دورات، بدون مقابل، في برنامج تعليم البالغين بالكلية.
توفي ويليام إتش. بوتيت في 17 مايو 2000. أوراقه البحثية محفوظة في أرشيف مكتبة كلية ييل للاهوت. توفي تاركًا وراءه زوجته الأولى، ماريان كيلي، وأطفالهم الثلاثة وثلاثة أحفاد؛ وزوجته الثانية، باتريشيا لويس بوتيت؛ وشقيقتيه.
في عام 2014، اجتمع ثلاثة وثلاثون من طلابه السابقين وغيرهم من معجبيه في كلية ييل للاهوت في ندوة لتكريم حياته وعمله، بعنوان «أفضلية الأشخاص: الإرث الفكري لويليام إتش.بوتيت» وبرعاية جمعية بولاني. خلال ذلك الحدث، تبرع إيفانجيلوش موستاكاس بمنحوتة ولوحة ذات صلة بتعليم بوتيت إلى جامعة ييل وهي حتى كتابة هذه السطور معروضة في كلية ييل للاهوت. (يتم عرض المنحوتة، «من الفاجعة إلى الولادة الجديدة»، في مكتبة الكلية، وتزين اللوحة، «أورفيوس ويوريديس»، مكتب عميد الكلية. يوجد على شبكة الإنترنت موقع مخصص لهذه الندوة والأعمال الفنية المتبرع بها.